# Pompônia Úrbica
Pompônia Úrbica (em latim: Pomponia Urbica) foi uma romana do século IV. Era esposa de Severo Censor Juliano, com que teve o procônsul da África Talássio, e avó de Paulino de Pela. Nasceu no seio duma boa família e teria vivido mais que seu marido.